# Caloptilia elongella
Caloptilia elongella là một loài bướm đêm thuộc họ Gracillariidae. Nó được tìm thấy ở khắp châu Âu, phía đông đến miền đông Nga. Nó cũng được tìm thấy ở Bắc Mỹ, từ British Columbia, phía nam đến California và phía đông trong phía bắc đến New Hampshire và New York.
Sải cánh dài 14–16 mm. Có hai lứa trưởng thành một năm, con trưởng thành bay vào tháng 6 và một lần nữa vào tháng 9, và xuất hiện trở lại trong mùa xuân.
Ấu trùng ăn Alnus glutinosa, Alnus incana và Alnus minor. Chúng ăn lá nơi chúng làm tổ.